# Treno bloccato ATM serie 500
I treni bloccati serie 500 dell'ATM di Milano sono una serie di treni tranviari bloccati, composti di tre vetture, realizzati negli anni sessanta per l'esercizio sulla "linea celere" Milano-Gorgonzola.

## Storia
Furono allestiti dal 1961 al 1964 unendo una motrice della serie 501 ÷ 512 (costruite dalle OEFT nel 1953) e due rimorchiate serie 347 ÷ 358 (costruite nel 1950) o serie 359 ÷ 376 (costruite dalle OEFT nel 1951). Le motrici erano fin dall'origine bitensioni, potendo operare sotto i 600 V della rete urbana e i 1200 V delle tranvie dell'Adda.

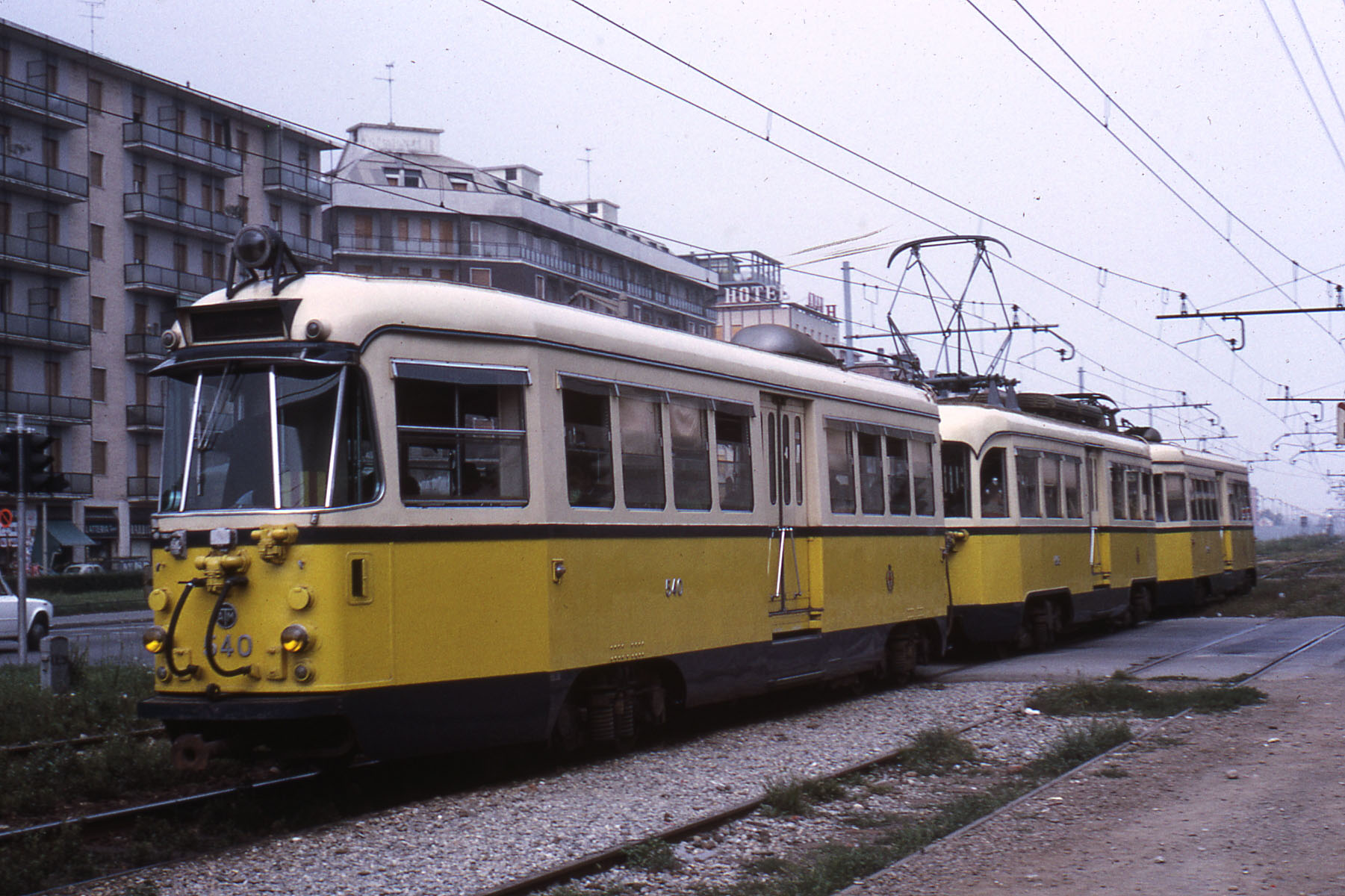
Treno bloccato nell'originaria livrea bianco-gialla

I treni bloccati risultarono composti di una motrice, posta in posizione centrale, inquadrata da due rimorchiate sulle quali vennero rimontate le cabine di guida.
Complessivamente vennero allestiti 12 treni; le motrici mantennero la numerazione 501 ÷ 512, le rimorchiate divennero 531 ÷ 554.
I bloccati della serie 500 erano molto simili a quelli della successiva serie 800, con i quali erano accoppiabili a comando multiplo.
I primi quattro bloccati realizzati (501, 502, 506 e 512) avevano le porte delle rimorchiate pilota alle estremità delle casse; a partire dal 1963 furono modificati, portando le stesse al centro.
In seguito alla trasformazione della "linea celere" nella linea 2 della metropolitana e alla chiusura della linea Villa Fornaci-Cassano (1972), i bloccati serie 500 vennero destinati al servizio sulla linea Milano-Vimercate; alla chiusura anche di questa (1981) vennero trasferiti sulle tranvie della Brianza (Milano-Carate e Milano-Limbiate), venendo sottoposti a revisione con riverniciatura in arancione, rifacimento di interni, casse e finestrini, nuove testate dei rimorchi pilota, sostituzione degli avviatori ed eliminazione dell'apparato a 1200 V e del comando multiplo. Inoltre, tra il 1983 e il 1986 la presa di corrente ad asta e rotella sui rimorchi a pilota fu sostituita con quella a pantografo. 
Al 2011 risultavano in servizio 11 unità, assegnate ai depositi ATM di Desio e Varedo; ma dopo la chiusura della linea Milano-Desio il loro numero si è assottigliato, tant'è che nel 2013 erano rimasti in funzione soltanto 6 convogli (502, 503, 504, 505, 507, 509 e 510).
Nel corso del 2017, per rispondere a nuovi requisiti di sicurezza imposti dall'USTIF, alcuni bloccati serie 500 ancora in servizio sulla Milano-Limbiate hanno ricevuto in sede di revisione un intervento di manutenzione straordinaria, adottando in particolare una banda adesiva arancione catarifrangente lungo le fiancate, al fine di rendere maggiormente visibili i mezzi durante le ore notturne. 
Con la chiusura della tranvia Milano-Limbiate, il 30 settembre 2022, cessa la vita operativa degli ultimi convogli; ATM ha previsto la sostituzione di questa tipologia di materiale nei prossimi anni, dopo i lavori di trasformazione della linea in metrotranvia, tramite l'acquisto di nuove vetture bidirezionali a pianale integralmente ribassato.